# كارلوس توريس فيلا
كارلوس توريس فيلا (بالإسبانية: Carlos Torres Vila)‏ هو مغني وممثل أرجنتيني، ولد في 9 نوفمبر 1946، وتوفي في 16 يوليو 2010.

## وصلات خارجية
- كارلوس توريس فيلا على موقع IMDb (الإنجليزية)
- كارلوس توريس فيلا على موقع ميوزك برينز (الإنجليزية)
- كارلوس توريس فيلا على موقع ديسكوغز (الإنجليزية)